# USS Ringness (APD-100)
USS Ringness (APD-100/LPR-100) là một tàu vận chuyển cao tốc lớp Crosley, nguyên được cải biến từ chiếc DE-590, một tàu hộ tống khu trục lớp Rudderow, và đã phục vụ cùng Hải quân Hoa Kỳ trong Chiến tranh Thế giới thứ hai. Nó là chiếc tàu chiến duy nhất của Hải quân Hoa Kỳ được đặt cái tên này, theo tên Đại úy Hải quân Henry Raymond Ringness (1912-1942), bác sĩ quân y từng phục vụ tại Guadalcanal thuộc quần đảo Solomon, đã tử thương vào ngày 17 tháng 10, 1942 trong trận bắn phá sân bay Henderson và được truy tặng Huân chương Chữ thập Hải quân. Nó đã phục vụ cho đến khi chiến tranh kết thúc, xuất biên chế năm 1946. Đang khi trong thành phần dự bị, nó được xếp lại lớp như một tàu vận chuyển đổ bộ nhỏ LPR-100 vào năm 1969, nhưng không bao giờ hoạt động trở lại. Con tàu cuối cùng bị bán để tháo dỡ vào năm 1975. Ringness được tặng thưởng một Ngôi sao Chiến trận do thành tích phục vụ trong Thế Chiến II.

## Thiết kế và chế tạo
Thiết kế của lớp Crosley dựa trên việc cải biến lớp tàu hộ tống khu trục Rudderow. Cấu trúc thượng tầng con tàu được mở rộng, đồng thời tháo dỡ bớt vũ khí trang bị để lấy chỗ bố trí nơi nghỉ cho 162 binh lính được vận chuyển cùng khoảng 40 tấn trang bị. Hệ thống động lực tương tự như với các lớp Buckley và Rudderow; là kiểu động cơ turbine-điện General Electric, cung cấp điện năng cho mô-tơ điện để dẫn động hai trục chân vịt.
Dàn vũ khí được giữ lại bao gồm một khẩu pháo 5 inch (130 mm)/38 cal bố trí một phía trước mũi; ba khẩu đội pháo phòng không Bofors 40 mm nòng đôi và sáu pháo phòng không Oerlikon 20 mm; vũ khí chống ngầm gồm hai đường ray Mk. 9 để thả mìn sâu. Thủy thủ đoàn đầy đủ bao gồm 15 sĩ quan và 168 thủy thủ; và con tàu được bố trí tiện nghi để vận chuyển 12 sĩ quan cùng 150 binh lính đổ bộ.
Ringness được đặt lườn như là chiếc DE-590 tại Xưởng tàu Bethlehem-Hingham ở Hingham, Massachusetts vào ngày 23 tháng 12, 1943. Nó được hạ thủy vào ngày 5 tháng 2, 1944, được đỡ đầu bởi bà Henry R. Ringness, vợ góa của Đại úy Bác sĩ Ringness. Đang khi được hoàn thiện, con tàu được xếp lại lớp như một tàu vận chuyển cao tốc vào ngày 17 tháng 7, 1944, mang ký hiệu lườn mới APD-100, và nhập biên chế cùng Hải quân Hoa Kỳ vào ngày 25 tháng 10, 1944 dưới quyền chỉ huy của Hạm trưởng, Thiếu tá Hải quân William C. Meyer.

## Lịch sử hoạt động
Sau khi hoàn tất việc chạy thử máy huấn luyện tại khu vực Bermuda và thực hành đổ bộ tại vịnh Chesapeake, Ringness chuẩn bị để được điều động sang khu vực Mặt trận Thái Bình Dương. Nó khởi hành vào ngày 21 tháng 12, 1944 trong thành phần một đoàn tàu vận tải, băng qua kênh đào Panama và có chặng dừng tại San Diego, California trước khi đi đến Trân Châu Cảng, Hawaii vào ngày 15 tháng 1, 1945. Sau khi huấn luyện ôn tập tại vùng biển Hawaii, nó rời Trân Châu Cảng vào ngày 1 tháng 3, lần lượt đi ngang qua Funafuti thuộc quần đảo Ellice, vịnh Purvis tại đảo Florida thuộc quần đảo Solomon, và đến đảo san hô Ulithi thuộc quần đảo Caroline vào ngày 22 tháng 3.
Sau khi tiếp tục huấn luyện, Ringness lên đường đi Saipan vào ngày 24 tháng 3, nơi nó khởi hành vào ngày 27 tháng 3 để hướng sang khu vực , hộ tống cho Đội đặc nhiệm 51.2 vốn bao gồm các tàu hộ tống, tàu vận tải và tàu chở hàng tham gia vào . Cuộc đổ bộ chính diễn ra vào ngày 1 tháng 4, và trong hai ngày tiếp theo con tàu đã tuần tra ngoài khơi khu vực đổ bộ và dọc theo bờ biển Đông Nam hòn đảo, đánh trả các đợt tấn công của xuồng máy cảm tử Shinyo. Trong đêm 2 tháng 4, nó đã tấn công một tàu ngầm bỏ túi Nhật Bản nhưng không có kết quả.
Lên đường vào ngày 3 tháng 4, Ringness đi đến Ulithi để được tiếp liệu, rồi hộ tống cho Đội đặc nhiệm 53.8 quay trở lại Okinawa. Sau khi đến nơi nó tuần tra chống tàu ngầm và phòng không, chịu đựng nhiều lượt không kích của đối phương trong bốn ngày, trước khi lên đường hộ tống một đoàn tàu vận tải đi Saipan. Nó lại lên đường đi Okinawa vào ngày 23 tháng 4, hộ tống một đoàn bao gồm các tàu đổ bộ LST và LSM. Trên đường đi vào ngày 27 tháng 4, một tàu ngầm Nhật Bản đã bắn hai quả ngư lôi nhắm vào nó; chiếc tàu vận chuyển cao tốc đã phản công bằng hải pháo và mìn sâu nhưng không có kết quả.
Đến nơi vào ngày 30 tháng 4, Ringness hoạt động tại khu vực Okinawa trong suốt tháng 5, phục vụ tại các trạm phòng không và chống tàu ngầm. Vào ngày 4 tháng 5, nó chứng kiến một một máy bay tấn công tự sát Kamikaze đâm trúng tàu sân bay hộ tống Sangamon (CVE-26), nó đã trợ giúp con tàu bị nạn và cứu vớt một số thủy thủ rơi xuống nước do vụ nổ và hỏa hoạn. Đến ngày 11 tháng 5, nó lại đi đến trạm canh phòng radar 15 để cứu hộ cho các tàu khu trục Hugh W. Hadley (DD-774) và Evans (DD-552), là nạn nhân của đợt tấn công Kamikaze lớn nhất trong suốt chiến dịch. Đến đêm 16 tháng 5, ngoài khơi Okinawa, nó cơ động né tránh được một máy bay tự sát Kamikaze và bắn rơi đối thủ.
Vào cuối tháng 5, Ringness hộ tống một đoàn tàu vận tải đi Ulithi, đến nơi vào ngày 6 tháng 6. Sau đó nó tiếp tục đi đến Leyte thuộc quần đảo Philippine, đảm nhiệm hộ tống các đoàn tàu vận tải đi lại giữa Leyte, Okinawa và Ulithi. Vào ngày 3 tháng 8, con tàu được lệnh chuyển hướng để đi đến tìm kiếm những người sống sót của chiếc tàu tuần dương hạng nặng Indianapolis (CA-35), vốn bị đắm do trúng ngư lôi từ một tàu ngầm Nhật Bản. Nó đã vớt được 39 người sống sót của Indianapolis, bao gồm hạm trưởng, Đại tá Hải quân Charles B. McVay III.
Ringness đang ở lại vịnh Leyte khi Nhật Bản chấp nhận đầu hàng vào ngày 15 tháng 8, giúp chấm dứt vĩnh viễn cuộc xung đột. Nó lên đường đi Okinawa, rồi tham gia và hoạt động chiếm đóng khi cho đổ bộ lực lượng lên Jinsen, Triều Tiên và ở lại đây cho đến ngày 26 tháng 9, khi nó lên đường đi sang Okinawa. Đến ngày 29 tháng 9, con tàu lên đường hộ tống cho Đơn vị Đặc nhiệm 78.1.94 hướng sang Thiên Tân, Trung Quốc, và chuyển đến Thanh Đảo vào ngày 9 tháng 10. Nó ở lại khu vực này cho đến ngày 29 tháng 1, 1946, khi nó lên đường quay trở về Hoa Kỳ. Chiếc tàu vận chuyển cao tốc về đến San Pedro, California vào ngày 23 tháng 2, băng qua kênh đào Panama và về đến Norfolk, Virginia vào ngày 14 tháng 3.
Chuẩn bị để ngừng hoạt động, Ringness đi đến Green Cove Springs, Florida, vào ngày 4 tháng 4. Con tàu được cho xuất biên chế vào ngày 5 tháng 6, 1946 và được đưa về Hạm đội Dự bị Đại Tây Dương, neo đậu cùng Đội Florida tại Green Cove Springs. Nó được kéo đến Căn cứ Hải quân Mayport tại Mayport, Florida, rồi đến Căn cứ Hải quân Charleston tại Charleston, South Carolina vào các năm 1947 và 1948. Đang khi vẫn thuộc Hạm đội Dự bị Đại Tây Dương, con tàu được chuyển đến Đội Norfolk vào năm 1959, rồi đến Đội Texas tại Orange, Texas vào năm 1966. Nó được xếp lại lớp như một "tàu vận chuyển đổ bộ, nhỏ" và mang ký hiệu lườn LPR-100 vào ngày 1 tháng 7, 1969, nhưng không bao giờ hoạt động trở lại. Tên nó được cho rút khỏi danh sách Đăng bạ Hải quân vào ngày 15 tháng 9, 1974; và con tàu cuối cùng bị bán để tháo dỡ vào ngày 1 tháng 7, 1975.

## Phần thưởng
Ringness được tặng thưởng một Ngôi sao Chiến trận do thành tích phục vụ trong Thế Chiến II.
|             |  |  |
| Bronze star |  |  |

| Dãi băng Hoạt động Tác chiến                                            | Huân chương Phục vụ Trung Hoa (mở rộng) | Huân chương Chiến dịch Hoa Kỳ           |
| Huân chương Chiến dịch Châu Á-Thái Bình Dương với 1 Ngôi sao Chiến trận | Huân chương Chiến thắng Thế Chiến II    | Huân chương Phục vụ Chiếm đóng Hải quân |